# Pseuderosia
Pseuderosia is een geslacht van vlinders van de familie eenstaartjes (Drepanidae), uit de onderfamilie Drepaninae.

## Soorten
- P. cristata Snellen, 1889
- P. desmierdechenoni Holloway, 1998